# Segregovaná škola
Segregované školy jsou vzdělávací instituce, kde dochází k rozdělování žáků do různých skupin na základě určitých vlastností; nejčastěji se jedná o pohlaví, národnost, finanční situaci v rodině nebo psychický vývoj dítěte. Tento jev je stále více pozorován ve vzdělávacích institucích různých zemí a je vnímán různě buď jako pokrokový, nebo jako masová diskriminace na základě určitých znaků.

## V jednotlivých zemích

### USA
Začátek boje proti rasové segregaci ve školách vychází z historie USA. V Bostonu v roce 1782 se Afroameričané postavili proti nerovnosti a diskriminaci na veřejných školách ve městě. Napsali petici státnímu zákonodárci a protestovali proti tomu, že jejich daně podporují vzdělávání bílých studentů, zatímco jejich děti nemají vzdělání. V roce 1849 Nejvyšší soud USA rozhodl, že segregované školy jsou povoleny podle ústavy státu Massachusetts. 2. července 1964 byl za prezidenta Lyndona B. Johnsona přijat zákon o občanských právech, který postavil segregaci mimo zákon.

### Česká republika
V České republice se tento jev projevil zejména v diskriminaci příslušníků romského etnika. Školy posílaly romské děti do speciálních institucí pro žáky se zdravotním postižením, čímž jim poskytly samostatné vzdělání, které se vyznačuje nízkou kvalitou. Taková událost vyvolala mnoho kritiky a nespokojenosti. V roce 2000 podali rodiče 18 romských žáků v Ostravě stížnost, že jejich děti byly poslány studovat do speciálních škol se zjednodušeným programem. V roce 2007 Evropský soud pro lidská práva ve Štrasburku rozhodl, že posílání romských dětí do speciálních škol je porušením úmluvy o lidských právech, konkrétně zákazu diskriminace a práva na vzdělání. Toto rozhodnutí soudu se stalo precedentem pro další soudní případy.

### Německo
V Německu tento jev již mnoho let není výrazným problémem. V městských oblastech je školní segregace téměř nemožná. Stát zavedl řadu opatření, které dávají možnost rovného vzdělání a stejné šance: všeobecný přístup k jazykové přípravě, financování škol na základě potřeb a průběžné vzdělávání učitelů, které je věnováno rozmanitosti.

### Francie
Ve Francii je tento jev prezentován jako řešení problému vzdělávání dětí s poruchami psychického a fyzického vývoje. Až do roku 1945 nebyla tato oblast tak dobře studována a znalosti nebyly uváděn do praxe. Pak se politika vzdělávání jednotlivců postupně rozšířila. Význačným rysem je, že ve Francii jasně rozlišují poruchy ve fyzickém a duševním vývoji dítěte od neúspěchu ve škole.

## Výhody
Segregace ve školách má své výhody. Například segregace dětí s poruchami inteligence umožňuje zohlednit charakteristické rysy kognitivní činnosti žáka a podle toho řídit učební proces. Dětem, které mají fyzické poruchy ve svém vývoji, je věnována větší pozornost, provádějí individuální aktivity, zahrnují do svého programu další sportovní tréninky, léčbu a podobně. Proto jsou tyto školy vybaveny všemi potřebnými zařízeními pro děti (rampy, výtahy, zdravotnické vybavení). Děti se cítí pohodlně ve společnosti těch, kdo čelí stejným problémům jako ony, proto v takových skupinách ke konfliktům prakticky nedochází.

## Nevýhody
Nevýhodami šlolní segregace je nedostatek rovných příležitostí pro zaměstnání z důvodu různé úrovně školní přípravy, nedostatek plné adaptace ve společnosti v důsledku izolace od společnosti a jasně vyjádřené hranice nerovnosti mezi zdravými dětmi a postiženými.